# Tunstall (Yorkshire del Norte)
Tunstall es una parroquia civil y un pueblo del distrito de Richmondshire, en el condado de Yorkshire del Norte (Inglaterra).

## Geografía
Según la Oficina Nacional de Estadística británica, Tunstall tiene una superficie de 5,19 km².

## Demografía
Según el censo de 2001, Tunstall tenía 251 habitantes (47,01% varones, 52,99% mujeres) y una densidad de población de 48,36 hab/km². El 10,76% eran menores de 16 años, el 82,47% tenían entre 16 y 74 y el 6,77% eran mayores de 74. La media de edad era de 46,71 años. Del total de habitantes con 16 o más años, el 20,54% estaban solteros, el 66,52% casados y el 12,95% divorciados o viudos.
El 98,8% de los habitantes eran originarios del Reino Unido y el 1,2% del resto de países europeos. Además, según su grupo étnico, todos eran blancos. El cristianismo era profesado por el 81,67%, mientras que el 12,35% no eran religiosos y el 5,98% no marcaron ninguna opción en el censo.
141 habitantes eran económicamente activos, 135 de ellos (95,74%) empleados y 6 (4,26%) desempleados. Había 110 hogares con residentes, 5 vacíos y 3 eran alojamientos vacacionales o segundas residencias.